# It's a Pleasure to See You Again
«It's a Pleasure to See You Again» —en español: «Es un placer verte de nuevo»— es una canción de rock escrita por Gary Moffet e interpretada por la banda canadiense de rock April Wine.  La melodía se encuentra originalmente en el compilado The First Decade, lanzado al mercado en 1989 por Aquarius Records.

## Lanzamiento y recibimiento
El tema —el cual no se había lanzado en ningún álbum de estudio— se publicó como sencillo en 1989 y fue el único de este tipo del álbum recopilado The First Decade.  Al igual que los sencillos anteriores del grupo, «It's a Pleasure to See You Again» fue producido por Myles Goodwyn y Lance Quinn. Como pista secundaria se eligió a otra canción inédita: «Baby It's You» —traducido del inglés: «Nena eres tú»—, compuesta por Goodwyn.
Esta canción no consiguió entrar en alguna lista de popularidad, tanto en Canadá como en los Estados Unidos.

## Lista de canciones
| Cara A |                                    |              |          |  |
| N.º    | Título                             | Escritor(es) | Duración |  |
| 1.     | «It's a Pleasure to See You Again» | Gary Moffet  | 2:44     |  |

| Cara B |                 |               |          |  |
| N.º    | Título          | Escritor(es)  | Duración |  |
| 2.     | «Baby It's You» | Myles Goodwyn | 4:25     |  |
| 7:14   |                 |               |          |  |

## Créditos
- Myles Goodwyn — voz principal, guitarra y teclados
- Brian Greenway — guitarra y coros
- Gary Moffet — guitarra y coros
- Jim Clench — bajo y coros
- Jerry Mercer — batería, percusiones y coros